# Karl Hass
Karl Hass (ur. 5 października 1912 w Elmschenhagen, obecnie Kilonia, zm. 21 kwietnia 2004 w Castel Gandolfo) – niemiecki zbrodniarz wojenny, oficer SS.
Doszedł do rangi majora SS (SS-Sturmbannführer). Ponosił współodpowiedzialność za masakrę 335 włoskich cywilów w Grotach Ardeatyńskich na przedmieściach Rzymu, dokonaną 24 marca 1944 w odwecie za zamach na kolumnę niemieckiej policji, przeprowadzony dzień wcześniej w Rzymie przez członków włoskiego ruchu oporu.
W 1969 roku, nierozpoznany, był statystą w filmie Zmierzch bogów – wystąpił w roli nazisty.
W 1996 miał zeznawać w procesie przeciwko oskarżonemu o tę zbrodnię Erichowi Priebkemu we Włoszech; próbując tego uniknąć, wyskoczył z balkonu hotelowego. Przeżył jednak upadek i został zatrzymany w areszcie domowym, a w trakcie procesu wyszła na jaw także jego odpowiedzialność.
7 marca 1998 został skazany na dożywotnie więzienie; ostatnie lata życia ze względu na stan zdrowia spędził w domu starców pod dozorem policyjnym.